# ノー・シークレッツ
『ノー・シークレッツ』（No Secrets）は、アメリカ合衆国のシンガーソングライター、カーリー・サイモンが1972年に発表した3作目のスタジオ・アルバム。

## 背景
レコーディングはロンドンのトライデント・スタジオで行われ、サイモンは1960年代よりロンドンを好んでいたが、レコーディング目的で訪れるのは初めてだった。デビュー当時からサイモンの録音を支えてきたジミー・ライアンや、前作『アンティシペイション』（1971年）にも参加したアンディ・ニューマークに加えて、クラウス・フォアマン、ニッキー・ホプキンス、それにリトル・フィートのローウェル・ジョージとビル・ペイン等も参加している。「うつろな愛」は、当初ハリー・ニルソンを迎えてレコーディングされていたが、最終的にはミック・ジャガーがノー・クレジットで参加した。
「ナイト・アウル」はジェームス・テイラーのカヴァーで、ポール・マッカートニーが妻リンダと共にバックグラウンド・ボーカルで参加。また、テイラーは本作収録曲「待ちすぎて」のレコーディングに参加した。なお、レコーディング終了後の1972年11月、サイモンはテイラーと結婚する。

## 反響・評価
本作は母国アメリカのBillboard 200で1位を獲得し、1972年12月にはRIAAによってゴールドディスクに認定され、25年後の1997年12月にはプラチナディスクに認定された。本作からの第1弾シングル「うつろな愛」はBillboard Hot 100とアダルト・コンテンポラリー・チャートの両方で1位を獲得し、続く「愛する喜び」はHot 100で17位、アダルト・コンテンポラリー・チャートで4位に達した。
本作はアメリカ以外でも大ヒットを記録した。イギリスでは1973年1月に自身初の全英アルバムチャート入りを果たし、28週チャート圏内に入って最高3位を記録。日本のオリコンLPチャートでは、1973年2月25日発売の初回盤(SWG-7603)が3位に達し、同年5月10日発売の再発盤(P-8392E)もチャート・インして47位を記録。ノルウェーのアルバム・チャートでは1973年の第7週に22位を記録した後、第12週に13位で再登場して11週連続でトップ20入りし、最高6位を記録。
William Ruhlmannはオールミュージックにおいて5点満点中4.5点を付け「このアルバムがうまくいったのは、サイモン自身の率直さだけでなく、リチャード・ペリーによるシンプルで上品なポップ/ロックの音作りが、以前のサイモンの音楽に欠けていた快活さをもたらしたことも大きい」と評している。

## 収録曲
特記なき楽曲はカーリー・サイモン作。
Side 1
1. 愛する喜び - "The Right Thing to Do" - 2:57
2. カーター・ファミリー - "The Carter Family" (Carly Simon, Jacob Brackman) - 3:29
3. うつろな愛 - "You're So Vain" - 4:17
4. フォンド・オブ・ロビン - "His Friends Are More Than Fond of Robin" - 3:00
5. ノー・シークレッツ - "We Have No Secrets" - 3:57

Side 2
1. 私を抱いて - "Embrace Me, You Child" - 4:06
2. 待ちすぎて - "Waited So Long" - 4:14
3. イット・ワズ・ソー・イージー - "It Was So Easy" (C. Simon, J. Brackman) - 3:06
4. ナイト・アウル - "Night Owl" (James Taylor) - 3:47
5. 瞳を閉じて - "When You Close Your Eyes" (C. Simon, Bill Mernit) - 3:05

## 参加ミュージシャン
- カーリー・サイモン - ボーカル、ピアノ、アコースティック・ギター、アレンジ
- ジミー・ライアン - ギター、ベース
- ポール・キーオ - アコースティック・ギター(#5, #8)
- ローウェル・ジョージ - スライドギター(#7)
- ピーター・ロビンソン - ピアノ(#6)
- ニッキー・ホプキンス - ピアノ(#7, #9)
- ビル・ペイン - オルガン(#7)
- クラウス・フォアマン - ベース(#2, #3, #5, #6, #7, #8, #9)
- アンディ・ニューマーク - ドラムス(#1, #2, #6, #8, #10)
- ジム・ゴードン - ドラムス(#3, #5)
- ジム・ケルトナー - ドラムス(#7, #9)
- レイ・クーパー - コンガ(#1, #9)
- リチャード・ペリー - パーカッション(#3)
- ボビー・キーズ - サクソフォーン(#9)
- カービー・ジョンソン - アレンジ、指揮(#2, #5)、エレクトリックピアノ(#5)
- Dave Henshaw - アープ・シンセサイザー(#4)
- リザ・ストライク - バックグランド・ボーカル(#1)
- ヴィッキ・ジョンソン - バックグラウンド・ボーカル(#1)
- ミック・ジャガー - バックグラウンド・ボーカル(#3)
- ジェームス・テイラー - バックグラウンド・ボーカル(#7)
- ボニー・ブラムレット - バックグラウンド・ボーカル(#9)
- ドリス・トロイ - バックグラウンド・ボーカル(#9)
- ポール・マッカートニー - バックグラウンド・ボーカル(#9)
- リンダ・マッカートニー - バックグラウンド・ボーカル(#9)
- ポール・バックマスター - オーケストレーション(#3)、アレンジ、指揮(#6, #10)